# 艾達鎮區 (密歇根州門羅縣)
艾達鎮區（英語：Ida Township）是位於美國密歇根州門羅縣的一個行政鎮區。

## 地方資料
艾達鎮區的面積為95.62平方千米，當中陸地面積為95.18平方千米，而水域面積為0.44平方千米。根據2020年美國人口普查的數據，當地共有人口4783人，而人口密度為每平方千米50.02人。